# Flagge von Western Australia

Seitenverhältnis 1:2

Dienstflagge des Gouverneurs

Die Flagge von Western Australia wurde am 27. November 1875 eingeführt und ist eine Variante der britischen Blue Ensign, mit dem Staatsabzeichen im Flugteil. 
Das Abzeichen zeigt auf einer goldenen Scheibe einen Schwarzschwan, der in Richtung Liekseite blickt. Der Schwarzschwan, Namensgeber und typischer Vogel des Swan River ist mindestens seit den 1830er Jahren das Symbol Westaustraliens. Die erste Siedlung, das heutige Perth, wurde nach dem Fluss Swan River Settlement (Siedlung am Schwanenfluss) genannt.

## Frühere Flagge
1870 war die erste Flagge von Western Australia eingeführt worden, die fast identisch war mit der heutigen. Der einzige Unterschied bestand darin, dass der Schwan in die andere Richtung blickte. Die Richtung des Schwans wurde gemäß den vexillogischen Richtlinien geändert, wonach Tiere auf Flaggen immer in Richtung Liek blicken müssen.